# Premier League 2012 (calcio Bangladesh)
La Premier League bengalese 2012 è stata la decima edizione del campionato di calcio del Bangladesh, la prima come Premier League bengalese. 
Cominciata il 1º febbraio 2012, è terminata il successivo 3 luglio con la vittoria dell'Abahani Ltd. Dacca, al suo quinto titolo nazionale.

## Squadre partecipanti
| Club               | Città     |
| ------------------ | --------- |
| Abahani Ltd. Dacca | Dacca     |
| Arambagh           | Dacca     |
| Brothers Union     | Dacca     |
| Farashganj         | Dacca     |
| Feni               | Feni      |
| Mohammedan         | Dacca     |
| Moktijoddha Dhaka  | Dacca     |
| Rahmatganj         | Dacca     |
| Sheikh Russel      | Dacca     |
| Sheikh Jamal       | Dhanmondi |
| TEAM BJMC          | Dacca     |

## Classifica finale
|                       | Pos. | Squadra            | Pt | G  | V  | N | P  | GF | GS | DR  |
| --------------------- | ---- | ------------------ | -- | -- | -- | - | -- | -- | -- | --- |
| Bangladesh (bandiera) | 1.   | Abahani Ltd. Dacca | 45 | 20 | 13 | 6 | 1  | 42 | 15 | +27 |
|                       | 2.   | Moktijoddha Dhaka  | 44 | 20 | 13 | 5 | 2  | 43 | 10 | +33 |
|                       | 3.   | Mohammedan         | 34 | 20 | 9  | 7 | 4  | 33 | 21 | +12 |
|                       | 4.   | TEAM BJMC          | 33 | 20 | 9  | 6 | 5  | 32 | 20 | +12 |
|                       | 5.   | Sheikh Russel      | 32 | 20 | 9  | 5 | 6  | 30 | 20 | +10 |
|                       | 6.   | Sheikh Jamal       | 25 | 20 | 7  | 4 | 9  | 27 | 33 | -6  |
|                       | 7.   | Brothers Union     | 24 | 20 | 6  | 6 | 8  | 25 | 35 | -10 |
|                       | 8.   | Arambagh           | 19 | 20 | 5  | 4 | 11 | 20 | 37 | -17 |
|                       | 9.   | Feni               | 19 | 20 | 5  | 4 | 1  | 15 | 32 | -17 |
|                       | 10.  | Farashganj         | 18 | 20 | 4  | 6 | 10 | 15 | 26 | -11 |
|                       | 11.  | Rahmatganj         | 9  | 20 | 2  | 3 | 15 | 13 | 46 | -33 |

### Verdetti
Legenda:

      Campione del Bangladesh e ammessa alla Coppa del Presidente dell'AFC 2013
      Retrocesso in Seconda Divisione bengalese 2012-2013
Note:
Tre punti a vittoria, uno a pareggio, zero a sconfitta.